# Графит
 Тази статия е за веществото.  За рисунките по стени вижте Графити.  
Графитът е сиво-черно непрозрачно вещество със слаб метален блясък.   Той е мек и мазен на допир, високотопим и електропроводим. Графитът лесно се разслоява на люспи. При слабо триене, например върху хартия, оставя тъмносива следа.
Графитът е алотропна форма на въглерода, която се среща и образува в кристална и микрокристална форма. Структурата му представлява успоредни шестоъгълни равнини от въглеродни атоми. Разстоянието С-С в тези равнини е 0,142 nm, колкото е и разстоянието в ароматния пръстен. Разстоянето С-С между равнините е 0,340 nm и затова по посока на равнините има относително висока електропроводимост, по-голяма цепителност и други вещества по-лесно се включват между слоевете.
Подлагането на графита на термична обработка при температура по-висока от 3000 градуса по Целзий и високо налягане, води до преобразуването му в друга алотропна форма на въглерода – диамант. Графитът има атомна кристална решетка. В нея обаче въглеродните атоми са разположени в слоеве. В даден слой всеки въглероден атом е свързан чрез еднакво здрави ковалентни връзки с три съседни въглеродни атома. Електроните, които образуват връзките между слоевете и графита, са по-подвижни. Химичните връзки между слоевете са по-слаби, отколкото между атомите в един и същ слой. Между атомите на два съседни слоя има по-голямо разстояние, отколкото между атомите в даден слой. Следователно графитът има слоеста структура.
Разновидности на графита са още коксът, саждите, активния и дървесният въглен, които се състоят от микроскопични графитови кристали.

## Приложение
Графитът може да се използва като смазочен материал, огнеупорен материал, за моливи, за особено устойчиви черни бои, за въглеродна стомана и други. Графит с много висока чистота се използва като забавител на неутрони в ядрените реактори. Поради високата си електропроводимост намира приложение в електрохимията и електрометалургията (за електроди).

## Добив
Графитът може да се добива от открит или подземен рудник. След това обикновено се нуждае от обогатяване.
Най-големи производители на графит по света са Китай, Индия, Бразилия, Северна Корея и Канада. В България има малки залежи в Родопите.